# ヒミツヘイキ
ヒミツヘイキ（欧字名:Himitsu Heiki、1999年6月14日 - 不明）は、日本の競走馬。主な勝ち鞍に2002年のユニコーンステークス、2001年の平和賞、2003年の報知グランプリカップ。
NARグランプリ2002のサラブレッド系3歳最優秀馬に選出された。
右回りの走りに難がある馬で、出走したレースは全て左回りだった。

## 戦績
- 特記事項なき場合、本節の出典はJBISサーチ[5]、地方競馬全国協会[2]

2001年10月15日、船橋競馬場での2歳イ新馬戦でデビューし、1着。続く野菊特別2着のあと出走の平和賞でリトルパンサーに3馬身差をつけて重賞初制覇。翌2002年、半年ぶりとなった古馬相手のB2戦の五月会盃を6馬身差で勝利する。右回りの大井・東京ダービーを使わず、臨んだユニコーンステークスは7番人気で迎え、レースでは2番手から押し切る競馬でインタータイヨウに2馬身差をつけて勝利した。8月の準重賞千葉テレビ放送盃5着のあと盛岡競馬場に遠征してダービーグランプリにゴールドアリュールに次ぐ2番人気で出走も14着に終わり、船橋競馬場に戻っても京成盃グランドマイラーズではネームヴァリューの5着、12月の東京湾カップもエスプリシーズの2着に終わったが、2002年度のNARグランプリ各賞選考ではサラブレッド系3歳最優秀馬に選ばれた。
2003年初戦の報知グランプリカップではエスプリシーズを下して重賞3勝目を挙げたが、その後は9月の日本テレビ盃への登録を行ったり、2004年12月2日に船橋競馬場でジーナフォンテンらとともに能力試験に参加して合格したことが報じられたが、最終的には復帰はならずに2006年2月14日付で競走馬登録を抹消された。抹消後の動向は不明。

## 競走成績
以下の内容は、JBISサーチ、netkeiba.com、地方競馬全国協会に基づく。
| 年月日     | 競馬場 | 競走名                   | 格     | 距離（馬場）  | 頭数 | 枠番 | 馬番 | オッズ（人気） | 着順 | タイム （上り3F） | 着差 | 騎手     | 斤量 [kg] | 勝ち馬/（2着馬）       | 馬体重 [kg] |
| ---------- | ------ | ------------------------ | ------ | ------------- | ---- | ---- | ---- | -------------- | ---- | ----------------- | ---- | -------- | --------- | ---------------------- | ----------- |
| 2001.10.15 | 船橋   | 2歳イ新馬                |        | ダ1000m（良） | 9    | 8    | 9    | 001.00（1人）  | 01着 | R1:02.1（38.3）   | -1.7 | 左海誠二 | 53        | （トミケンゴールド）   | 495         |
| 0000.11.21 | 船橋   | 野菊特別                 |        | ダ1500m（良） | 9    | 3    | 3    | 000.00（1人）  | 02着 | R1:38.3（42.2）   | -0.1 | 左海誠二 | 54        | ノムラリューオー       | 493         |
| 0000.12.20 | 船橋   | 平和賞                   | 南関G3 | ダ1600m（良） | 14   | 7    | 11   | 004.50（3人）  | 01着 | R1:43.3（39.9）   | -0.6 | 左海誠二 | 54        | （リトルパンサー）     | 489         |
| 2002.05.06 | 船橋   | 五月会盃                 | B2二   | ダ1700m（良） | 13   | 7    | 11   | 002.40（1人）  | 01着 | R1:48.3（39.0）   | -1.2 | 左海誠二 | 56        | （タイコウサンライズ） | 490         |
| 0000.06.01 | 東京   | ユニコーンS              | GIII   | ダ1600m（良） | 16   | 7    | 14   | 020.70（7人）  | 01着 | R1:36.4（37.8）   | -0.3 | 左海誠二 | 55        | （インタータイヨウ）   | 490         |
| 0000.08.28 | 船橋   | 千葉テレビ放送盃         | 準重賞 | ダ1600m（良） | 14   | 4    | 6    | 000.00（1人）  | 05着 | R1:43.2（42.0）   | -1.9 | 左海誠二 | 56        | ユーエムアスキー       | 512         |
| 0000.09.23 | 盛岡   | ダービーグランプリ       | GI     | ダ2000m（良） | 14   | 6    | 10   | 000.00（2人）  | 14着 | R2:16.4（00.0）   | -8.3 | 左海誠二 | 56        | ゴールドアリュール     | 495         |
| 0000.11.06 | 船橋   | 京成盃グランドマイラーズ | 南関G3 | ダ1600m（良） | 12   | 6    | 8    | 000.00（3人）  | 05着 | R1:41.5（40.3）   | -2.5 | 左海誠二 | 54        | ネームヴァリュー       | 505         |
| 0000.12.14 | 船橋   | 東京湾C                  | 南関G3 | ダ1800m（重） | 14   | 4    | 6    | 000.00（3人）  | 02着 | R1:52.5（39.8）   | -0.5 | 左海誠二 | 58        | エスプリシーズ         | 506         |
| 2003.02.11 | 船橋   | 報知グランプリC          | 南関G3 | ダ1800m（不） | 11   | 3    | 3    | 002.80（2人）  | 01着 | R1:49.7（37.5）   | -0.1 | 左海誠二 | 56        | （エスプリシーズ）     | 508         |

## 血統表
| ヒミツヘイキの血統                  | ヒミツヘイキの血統             | ヒミツヘイキの血統             | （血統表の出典）               | （血統表の出典）    |
| 父系                                | ミスタープロスペクター系       | ミスタープロスペクター系       | ミスタープロスペクター系       | [ § 2 ]             |
| 父 *ダミスター Damister 1982 黒鹿毛 | 父の父Mr. Prospector 1970 鹿毛 | Raise a Native                 | Native Dancer                  | Native Dancer       |
| 父 *ダミスター Damister 1982 黒鹿毛 | 父の父Mr. Prospector 1970 鹿毛 | Raise a Native                 | Raise You                      |                     |
| 父 *ダミスター Damister 1982 黒鹿毛 | 父の父Mr. Prospector 1970 鹿毛 | Gold Digger                    | Nashua                         | Nashua              |
| 父 *ダミスター Damister 1982 黒鹿毛 | 父の父Mr. Prospector 1970 鹿毛 | Gold Digger                    | Sequence                       |                     |
| 父 *ダミスター Damister 1982 黒鹿毛 | 父の母Batucada 1969 黒鹿毛     | Roman Line                     | Roman                          | Roman               |
| 父 *ダミスター Damister 1982 黒鹿毛 | 父の母Batucada 1969 黒鹿毛     | Roman Line                     | Lurline B.                     |                     |
| 父 *ダミスター Damister 1982 黒鹿毛 | 父の母Batucada 1969 黒鹿毛     | Whistle a Tune                 | Double Jay                     | Double Jay          |
| 父 *ダミスター Damister 1982 黒鹿毛 | 父の母Batucada 1969 黒鹿毛     | Whistle a Tune                 | Siama                          |                     |
| 母 ジョーディアレスト 1983 鹿毛     | 母の父キタノカチドキ 1971 鹿毛 | *テスコボーイ                  | Princely Gift                  | Princely Gift       |
| 母 ジョーディアレスト 1983 鹿毛     | 母の父キタノカチドキ 1971 鹿毛 | *テスコボーイ                  | Suncourt                       |                     |
| 母 ジョーディアレスト 1983 鹿毛     | 母の父キタノカチドキ 1971 鹿毛 | ライトフレーム                 | *ライジングフレーム            | *ライジングフレーム |
| 母 ジョーディアレスト 1983 鹿毛     | 母の父キタノカチドキ 1971 鹿毛 | ライトフレーム                 | グリンライト                   |                     |
| 母 ジョーディアレスト 1983 鹿毛     | 母の母ミスシラオキ 1989 栗毛   | *ロムルス                      | Ribot                          | Ribot               |
| 母 ジョーディアレスト 1983 鹿毛     | 母の母ミスシラオキ 1989 栗毛   | *ロムルス                      | Arietta                        |                     |
| 母 ジョーディアレスト 1983 鹿毛     | 母の母ミスシラオキ 1989 栗毛   | ミスアシヤガワ                 | *ヒンドスタン                  | *ヒンドスタン       |
| 母 ジョーディアレスト 1983 鹿毛     | 母の母ミスシラオキ 1989 栗毛   | ミスアシヤガワ                 | シラオキ                       |                     |
| 母系(F-No.)                         | フロリースカツプ(GB)系(FN:3-l) | フロリースカツプ(GB)系(FN:3-l) | フロリースカツプ(GB)系(FN:3-l) | [ § 3 ]             |
| 5代内の近親交配                     | Nasrullah 5 × 5 = 6.25％       | Nasrullah 5 × 5 = 6.25％       | Nasrullah 5 × 5 = 6.25％       | [ § 4 ]             |
| 出典                                | 1. 2. 3. 4.                    | 1. 2. 3. 4.                    | 1. 2. 3. 4.                    | 1. 2. 3. 4.         |

- 半姉にジョーディシラオキ（チューリップ賞）、叔父にスターサンシャイン（毎日杯、京都4歳特別）[12]。